# Ербаш (приток Вылы)
Ерба́ш (Ерба́шка; чув. Ерпаш) — река в России, протекает по Моргаушскому и Ядринскому районам Чувашской Республики. Устье реки находится в 20 км от устья Вылы по правому берегу. Длина реки составляет 20 км.
Исток реки у деревни Шербаши (Тораевское сельское поселение, Моргаушский район) в 8 км к юго-западу от райцентра, села Моргауши. Река течёт на запад, протекает деревни Чуманкасы, Ягаткино, Ойкас-Абаши, Дворики (Моргаушский район); Нижние Сунары, Советское (Ядринский район). Приток — ручей Сюрьму (левый). Впадает в Вылу ниже деревни Кумаккасы.

## Данные водного реестра
По данным государственного водного реестра России относится к Верхневолжскому бассейновому округу, водохозяйственный участок реки — Сура от устья реки Алатырь и до устья, речной подбассейн реки — Сура. Речной бассейн реки — (Верхняя) Волга до Куйбышевского водохранилища (без бассейна Оки).
Код объекта в государственном водном реестре — 08010500412110000040346.

## Название
Н. И. Золотницкий придерживался мнения, что название реки переводится как «вершина оврага»: 

В ст. о Шуматовском приходе Вы речку Ербаш произвели от йор — снег, между тем как известно, что мелкие реки у чуваш — сьырмары шузам — называются более по местности; поэтому Ер есть ни что иное, как тюркское (т. старо-чувашское) а оно же и русское яр — крутой берег — нынешн. чувашск. сьыр (а от него сьырма), а башь — татарск. башы, так что Ербаш — нынешн. чувашскому сьырма позе(ь) — голова (вершина) оврага. — Письмо В. К. Магницкому, 1875 год.